# Witte Brigade
Witte Brigade – polsko-belgijska brygada partyzancka działająca podczas II wojny światowej, utworzona po zjednoczeniu polskich i belgijskich grup partyzanckich w Limburgii.
W tworzeniu brygady brał udział m.in. Edward Gierek, w latach 1970–1980 I sekretarz Komitetu Centralnego Polskiej Zjednoczonej Partii Robotniczej.